# Друга пролетерска ударна бригада
Друга пролетерска народно-ослободилачка ударна бригада је формирана наредбом Врховног штаба НОВ и ПОЈ, 1. марта 1942. године у Чајничу од бораца Ужичког, Чачанског и Другог шумадијског партизанског одреда. На дан формирања имала је четири батаљона са око 1.000 бораца.
Први командант бригаде био је Ратко Софијанић, народни херој, политички комесар Милинко Кушић, народни херој, а партијски руководилац и заменик политичког комесара Спасенија Цана Бабовић, народни херој.
Друга пролетерска НОУ бригада је на свом ратном путу прешла око 24.000 километара У њеним редовима борило се око 15.000 бораца из свих крајева Југославије. Избацила је из строја око 62.000 непријатељских војника. Дала је велики број руководећих кадрова, као и 48 народних хероја. Међу њима је и Петар Лековић, први народни херој Југославије.
Заједно са Првом пролетерском бригадом, имала је велику улогу у стварању оперативних јединица Југословенске народне армије (ЈНА).
Одликована је Орденом народног ослобођења, Орденом партизанске звезде, Орденом братства и јединства и Орденом за храброст. Поводом петнаестогодишњице битке на Сутјесци, јуна 1958. године, одликована је и Орденом народног хероја.

## Борбени пут Друге пролетерске
Друга пролетерска бригада је до формирања Друге пролетерске дивизије, 1. новембра 1942. године, била под непосредном командом Врховног штаба. У марту и првој половини априла деловала је у источној Босни. Заузела је Борике, ослободила Власеницу, Братунац, Милиће, Сребреницу и Дрињачу од четника; потом је водила борбе на Романији и учествовала у нападима на усташка упоришта у Рогатици и Хан-Пијеску. У другој половини априла делом својих снага учествовала је у нападу на усташко упориште Борач у Херцеговини.
Током Треће непријатељске офанзиве имала је веома тешке задатке, најпре је водила борбе око Чајнича, Горажда, Фоче, на сектору Пљевља, а у првој половини јуна водила је тешке борбе са четницима на Дурмитору и на Гату, код Гацка.

### Поход у Босанску крајину
Налазила се у саставу Ударне групе бригада, која је под непосредном командом Врховног команданта, 24. јуна 1942. године кренула у западну Босну. Водила је борбе око Калиновика, учествовала у рушењу железничке пруге Сарајево-Мостар, у заузимању Тарчина и Пазарића, затим у борбама на сектору Травника, Доњег Вакуфа и Бугојна. Од краја јула до половине октобра 1942. водила је велики број тешких борби. Заједно са Четвртом пролетерском, Десетом херцеговачком и Првом крајишком учествовала је у нападу на Купрес. Учествовала је и у ослобођењу Јајца, 25. септембра 1942. године.
Седамнаестог октобра је у Дрвару, од Врховног команданта НОП и НОВЈ Јосипа Броза Тита примила пролетерску заставу. Од тада до почетка битке на Неретви деловала је око Босанског Грахова, Ливна, Купреса, Дувна и у Книнској крајини. Извела је противудар против италијанске дивизије „Сасари” и четника од 26. до 28. октобра и чишћење Книнске крајине од четника и усташа. Водила је борбе за Ливно од 5. до 15. децембра и извршила напад на Купрес.

### Битка на Неретви
Крајем јануара водила је жестоке борбе код Книна и Стрмице. Од тада до форсирања Неретве водила је борбе за Имотски и Посушје (9. и  10. фебруара 1943), продрла у долину Неретве, заузела Дрежницу и Грабово 16/17. фебруара, где се истакла и разбила батаљон дивизије „Мурђе”. Заједно с још осам бригада, учествовала је у противудару код Горњег Вакуфа, и нарочито се истакла (разбила батаљон 717. немачке дивизије). Тим успесима спашени су рањеници и олакшан је положај снага НОВЈ на Неретви.
У офанзивним подухватима Главне оперативне групе с Неретве, бригада је водила тешке борбе с четницима код Крсца, на Прењу, код Бијеле, Борачког језера, Главатичева, Обија и Калиновика. У априлу је учествовала у борбама на Дрини. Њена два батаљона су заједно са Четвртом и Петом пролетерском бригадом учествовала у борбама на Јаворку, код Никшића, 1. и 2. маја 1943. године, када су разбијене италијанске и четничке снаге јачине неколико батаљона.

### Битка на Сутјесци
За време битке на Сутјесци, учествовала је 24. и 25. маја у покушају пробоја југоисточно од Фоче, а од тада па до 10. јуна водила је тешке борбе на Вучеву, за Кошур, код Сухе, на Барама и Кошути. Њен успех на Вучеву и Кошути спада у најзначајније борбе у овој бици, Веома је значајно и учешће бригаде у проширењу пробоја немачког обруча на Зеленгори 11. јуна, као и у пробоју другог обруча на комуникацији Калиновик—Фоча.
С ове комуникације борбом се пробила на север, ослободила је Олово, 24/25. јуна, а два дана касније учествовала је у ослобођењу Кладња. Од тада до почетка септембра делује око Тузле и на планини Озрену. Учествује у разбијању јаких четничких и других снага.

### Поход у Србију
С ове територије прешла је у рејон Фоче, па у Санџак. Ослободила је Фочу (3/4. септембра), Пљевља (22. септембра), Пријепоље; па је учествовала у ослобођењу Бијелог Поља, Берана и Колашина. Ослободила је Прибој и прешла у Србију. Месец дана водила је борбе на Златибору и другим местима. Код Пријепоља је, 4. децембра, у жестокој изненадној борби претрпела велике губитке. Поново је прешла у Србију, и у децембру 1943. и јануару 1944. водила је више борби на Златибору, за Ивањицу, код Ариља, у рејону Прибоја и других места.
Средином марта 1944. године, у саставу Ударне групе дивизија поново продире у Србију. Од тада до 21. маја водила је готово непрекидне борбе у западној Србији и Санџаку (Рудо, Златибор, Ивањица, Каона, Повлен), али је била принуђена да се повуче у Црну Гору.

### Завршне операције
У јуну и јулу 1944. године водила је борбе на сектору Андријевице. Поред осталог, учествовала је у Андријевичкој операцији. У продору Оперативне групе дивизија из Црне Горе у Србију учествовала је у борбама на Пештерској висоравни и на Ибру. У августу делује на Копаонику, у Жупи, Расини, и око Куршумлије, где се истиче у разбијању четника. У септембру учествује у борбама на Ибру, код Пожеге и Горњег Милановца.
Учествовала је у Београдској операцији, где се нарочито истакла. Од тада до краја децембра деловала је на Сремском фронту. У фебруару и марту 1945. године учествовала је у борбама на Дрини (Бања Ковиљача и Лозница). У априлу је учествовала у ослобођењу дела источне Босне (Бијељина, Брчко, Шамац), а затим у борбама у Славонији, па на Мајевици.

## Командни састав бригаде
- Команданти бригаде:
  - Ратко Софијанић — од формирања бригаде до јуна 1942.
  - Љубодраг Ђурић — од јуна 1942. до септембра 1943.
  - Средоје Урошевић — од септембра 1943. до августа 1944.
  - Веселин Перовић Трушо (в.д) — од августа до октобра 1944.
  - Љубиша Веселиновић — од октобра 1944. до априла 1945.
  - Веселин Перовић Трушо — од априла 1945. до краја рата
- Политички комесари бригаде:
  - Милинко Кушић — од формирања бригаде до августа 1942.
  - Алекса Дејовић — од августа 1942. до априла 1943.
  - Слободан Пенезић Крцун — од априла до септембра 1943.
  - Миливоје Радовановић Фарбин — од септембра 1943. до октобра 1944.
  - Срећко Милошевић — од октобра 1944. до марта 1945.
  - Бранислав Јоксовић — од марта 1945. до краја рата
- Начелници Штаба бригаде:
  - Павле Илић Вељко — од формирања бригаде до маја 1942.
  - Васо Јовановић — од маја до јуна 1942.
  - Војислав Ђокић — од јуна до децембра 1942.
  - Средоје Урошевић — од децембра 1942. до септембра 1943.
  - Никола Љубичић — од јануара до фебруара 1944.
  - Божидар Ђорђевић — од маја 1944. августа 1944.
  - Лазар Тешић — од августа 1944. до априла 1945.
  - Радомир Нинчић — од априла 1945. до краја рата
- Заменици команданта бригаде:
  - Љубодраг Ђурић — од формирања бригаде до јуна 1942.
  - Миодраг Миловановић Луне — од јуна 1942. до априла 1944.
  - Веселин Перовић Трушо — од маја 1944. до априла 1945.[а]
  - Милета Лукић — од априла 1945. до краја рата
- Заменици политичког комесара бригаде:
  - Спасенија Цана Бабовић — од формирања бригаде до августа 1942.
  - Слободан Пенезић Крцун — од августа 1942. до јула 1943.[б]
  - Јован Стаматовић — од јула 1943. до јануара 1944.
  - Драгослав Ђорђевић Гоша — од јануара до августа 1944.
  - Војин Ђурашиновић — од августа 1944. до краја рата

## Народни хероји Друге пролетерске бригаде
Борци Друге пролетерске ударне бригаде, проглашени за народне хероје Југославије:
1. Спасенија Цана Бабовић
2. Радош Бојовић
3. Милорад Бонџулић
4. Бошко Буха
5. Михаило Вукајловић
6. Петар Грачанин
7. Радован Грковић
8. Алекса Дејовић
9. Драгомир Дражевић
10. Душан Дугалић
11. Драгослав Ђорђевић Гоша
12. Радомир Ђуракић
13. Војин Ђурашиновић
14. Винко Зевник
15. Ђурађ Зрилић
16. Милун Ивановић
17. Петар Ивановић Перица
18. Радисав Јанићијевић
19. Предраг Јевтић
20. Душан Јечменић
21. Саво Јовановић Сирогојно
22. Радослав Ковачевић
23. Милинко Кушић
24. Петар Лековић
25. Милутин Луковић
26. Никола Љубичић
27. Радоје Љубичић
28. Тихомир Матијевић
29. Нада Матић
30. Мићо Матовић
31. Марко Милановић
32. Миодраг Миловановић Луне
33. Даница Милосављевић
34. Рада Миљковић
35. Драгослав Мутаповић
36. Бранислав Обрадовић Џамбо
37. Слободан Пенезић Крцун
38. Јеврем Поповић
39. Владимир Радовановић
40. Радиша Радосављевић
41. Анђа Ранковић
42. Ратко Софијанић
43. Божо Томић
44. Мате Ујевић
45. Милорад Умјеновић
46. Средоје Урошевић
47. Богољуб Чукић
48. Радмила Шишковић